# 介休五岳庙
37°01′38″N 111°55′08″E / 37.02722°N 111.91889°E
介休五岳庙位于中国山西省介休市城东南隅草市巷（从东大街沿段家巷向南200米，向东折入草市巷90米）草市巷小学东侧。2006年被列为第六批全国重点文物保护单位。

## 历史
介休五岳庙始建于明景泰七年（1456年），清乾隆十五年（1750年）被毁，二十八年（1763年）重建。

## 建筑
介休五岳庙坐北朝南，占地面积4149平方米，建筑面积1462平方米。主要建筑有临街影壁、八字影壁、山门、戏楼、钟鼓楼、正殿、献殿、东西配殿、后寝殿等。
- 临街影壁及海蜃楼
- 影壁石雕

山门、戏楼、钟鼓楼合为一体，又称海蜃楼。戏楼面阔五间，建于高台之上。明间向北突出一间。檐下斗拱繁复华丽。
- 海蜃楼
- 海蜃楼
- 海蜃楼
- 海蜃楼
- 海蜃楼
- 海蜃楼

正殿面阔五间，进深三间，硬山顶。
- 正殿、献殿
- 正殿、献殿
- 献殿
- 献殿

## 保护
2006年5月25日，介休五岳庙由中华人民共和国国务院公布为第六批全国重点文物保护单位，编号6-486。